# 제이슨 제임스 릭터
제이슨 제임스 릭터(영어: Jason James Richter, 1980년 1월 29일 ~ )는 미국의 배우이다.

## 출연 영화
- 프리 윌리
- 프리 윌리 2
- 프리 윌리 3